# Чемпионат Венгрии по кёрлингу среди юниорских смешанных пар
Чемпионат Венгрии по кёрлингу среди смешанных команд (венг. Ifjúsági Vegyes-páros Országos Bajnokság) — ежегодное соревнование венгерских юниорских смешанных парных команд (смешанных пар) по кёрлингу (команда должна состоять из одного мужчины и одной женщины; см. Кёрлинг среди смешанных пар; игроки должны быть в возрасте до 21 года на дату старта очередного чемпионата). Проводится с 2016 года. Организатором является Ассоциация кёрлинга Венгрии (венг. Magyar Curling Szövetség).
Победитель чемпионата получает право до следующего чемпионата представлять Венгрию на международной арене (в том числе на чемпионате мира) как юниорская смешанная парная сборная Венгрии.

## Годы и команды-чемпионы
| Год     | Золото                                          | Золото                                          |
| Год     | Женщина                                         | Мужчина                                         |
| 2016    | Bernadett Biró (UTE)                            | Ottó Dániel Kalocsay (UTE)                      |
| 2017    | Laura Nagy (Vasas SC)                           | Emilio Spiller (Vasas SC)                       |
| 2018    | Линда Йоо (Vasas SC)                            | Лёринц Татар (UTE)                              |
| 2019    | Линда Йоо (Vasas SC)                            | Лёринц Татар (UTE)                              |
| 2020—21 | чемпионат не проводился из-за пандемии COVID-19 | чемпионат не проводился из-за пандемии COVID-19 |
| 2022    | Lola Nagy (Vasas SC)                            | Raul Kárász (UTE)                               |
| 2023    | Lola Nagy (Vasas SC)                            | Raul Kárász (UTE)                               |
| 2024    | Линда Йоо (Vasas SC)                            | Árpád Álmos Kárpáti (SSC)                       |
| 2025    | Laura Lauchsz (Vasas SC)                        | Raul Kárász (PTSE)                              |

В скобках указан кёрлинг-клуб игрока.